# Horváth Lajos (labdarúgó)
Horváth Lajos (Pécs, 1957. január 18. –) magyar labdarúgó, kapus és edző.

## Pályafutása

### Játékosként
- 1970-1974 Körmendi MTE – NB II.
- 1974 Magyar Ifjúsági Válogatott – Kuba (IBV)
- 1974-1976 Videoton SC – NB I.
- 1976-1981 Kaposvári Rákóczi FC – NB I.
- 1979 Tatai Rákóczi – NB II. (katonaság alatt)
- 1981 Kaposvári Rákóczi – NB II. (NB II-es válogatott)
- 1982 Kaposvári Rákóczi – NB III. (NB III-as válogatott)
- 1982 Balatonlelle – NB III.
- 1983 Hódmezővásárhelyi Metripond SE – NB II.
- 1983-1984 Szekszárdi Dózsa SE – NB II.
- 1984-1989 Kaposvári Rákóczi – NB III., NB II., NB I.

Összesen 256 felnőtt NB-s mérkőzés.

### Edzőként
Végzettsége
- 1998 UEFA „B” licenc
- 1998 UEFA „A” licenc

- 1989-1990 Kaposvári Építők SC – Megyei I. osztály (3. helyezés)
- 1990-1991 Kaposvári Építők SC – Megyei I. osztály (1. helyezés – veretlen)
- 1991-1992 Kaposvári Építők SC – NB III. (8. helyezés)
- 1992-1993 Kaposvári Rákóczi FC – NB III. (3. helyezés)
- 1993-1994 Kaposvári Rákóczi FC – NB III. (1. helyezés – veretlen)
- 1995-1996 Kaposvári Rákóczi FC – NB II.
- 1996–1997 Kaposvári Rákóczi FC – NB I. –be felkerülés (1-6. helyezés)
- 1997 Kaposvári Rákóczi FC – NB I. (11. helyezés)
- 1999-2000 Nagyatádi FC – NB III. (16. helyezés)
- 2000-2001 Nagyatádi FC – Megyei I. osztály (2. helyezés)
- 2001-2002 Nagyatádi FC – NB III. (3. helyezés)
- 2002–2003 Nagyatád FC – NB III. (3. helyezés)
- 2003–2004 Nagyatád FC – NB III. (6. helyezés)
- 2004–2005 Kaposvölgye Nagyberki VSC – NB II. (14. helyezés)
- 2005–2006 Kaposvölgye Nagyberki VSC – NB II. (12. helyezés)
- 2006–2007 Kaposvölgye Nagyberki VSC – NB II. (9. helyezés)
- 2007–2008 Kaposvölgye Nagyberki VSC – NB II. (10. helyezés)
- 2008–2009 Kaposvölgye Nagyberki VSC – NB II. (5. helyezés)
- 2009–2010 Kaposvölgye Nagyberki VSC – NB II. (11. helyezés)
- 2010 ősz Kaposvölgye Nagyberki VSC – a klub megszűnt
- 2011–2012 Komlói BSK – NB III. (5. helyezés)
- 2012–2013 Komlói BSK – NB III. (2. helyezés)

Ismertebb labdarúgók edzői pályafutása alatt
- Milinte Árpád – kapus (H)
- Balajcza Szabolcs – kapus (H)
- Zahorecz Krisztián – védő (H)
- Ruszlan Csernyijenko – csatár (UA)
- Lakatos Béla – középpályás (H)
- Nikolics Nemanja – csatár (SR)
- Pedro Sass Petrazzi – csatár (BR)
- Erdzan Beciri – középpályás (SLO)
- Ukwouma Egejuru Godslove – csatár (NGR)
- Samuel Ato – csatár (GHA)
- Rajczi Péter – csatár (H)
- Máté Péter – középpályás (H)
- Fellai József – hátvéd (H)
- Koller Krisztián – csatár (H)

### Sportvezetőként
- 1997 Kaposvári Rákóczi FC – ügyvezető elnök
- 2007-2010 Kaposvölgye Nagyberki Vállalkozói SC - klubigazgató

- 1998-2008 Somogy Megyei Edzőbizottság Elnöke
- 1999-2003 Magyar Labdarúgó Szövetség edzőképzésért felelős Somogy Megyei Instruktora
- 2000-2008 Somogy Megyei Labdarúgó Szövetség Elnökségének tagja

## Sikerei, díjai
- 1999 A Kaposvári Rákóczi FC 75 éves évfordulóján az egyesületért végzett munkáért.
- 2002 „Az Év Instruktora 2002.” – Magyar Labdarúgó Szövetség
- 2005 A Somogy Megyei Labdarúgó Szövetség kitüntetése a megyei edzőképzésben végzett tevékenységért.